# موسینگن
شهر موسینگن (به آلمانی: Mössingen) در ایالت بادن-وورتمبرگ در کشور آلمان واقع شده‌است.